# Jay Bothroyd
Jay Bothroyd (Islington, 1982. május 5. –) angol válogatott labdarúgó.

## Nemzeti válogatott
Az angol válogatottban 1 mérkőzést játszott.

## Statisztika
| Angol válogatott | Angol válogatott | Angol válogatott |
| Időszak          | Mérk.            | gól              |
| ---------------- | ---------------- | ---------------- |
| 2010             | 1                | 0                |
| Összesen         | 1                | 0                |